# L'Hospitalet de Llobregat
L'Hospitalet de Llobregat (eller bare L'Hospitalet) er en by i regionen Catalonien i det nordøstlige Spanien med 279.993(2024) indbyggere. Byen ligger ved kysten til Middelhavet, lige syd for regionens hovedby Barcelona.
L'Hospitalet de Llobregat er kendt for at være både en af Spaniens og EU's tættest befolkede byer.